# Sivan
Sivan (hebrejsky: סִיוָן‎; z akkadského simānu, mající význam „čas sklizně“) je devátý měsíc občanského a třetí měsíc biblického židovského kalendáře. Jedná se o jarní měsíc trvající 30 dní. Podle gregoriánského kalendáře připadá sivan obvykle na květen–červen. V Bibli se název měsíce vyskytuje pouze v Knize Ester.

## Svátky měsíce sivan
- Šavu'ot – 6. sivan

## Járcajty
6. sivanBa'al Šem Tov (roku 5520 = 1760 o. l.)
Isidor Hirsch (roku 5700 = 1940 o. l.)
17. sivanAvraham Jehuda Goldrat (roku 5733 = 1973 o. l.)
25. sivanMordechaj Elijahu (roku 5770 = 2010 o. l.)